# Paribitete
Paribitete (Pari-bi-tete; Olson, u Indians of Central and South America), jedna od lokalnih skupina Apiaká Indijanaca iz Brazila, skupina kawahib, porodica Tupi-Guarani. Charles A. Zisa (1970) njihov dijalekt uz diajlekte arino i tepanhuna navodi kao jedan od 3 apiaca dijalekta